# Triopterys paniculata
Triopterys paniculata är en tvåhjärtbladig växtart som först beskrevs av Philip Miller, och fick sitt nu gällande namn av John Kunkel Small. Triopterys paniculata ingår i släktet Triopterys och familjen Malpighiaceae. Inga underarter finns listade i Catalogue of Life.